# Heteropriacanthus cruentatus
Genre
Espèce
Heteropriacanthus cruentatus, communément appelé Beauclaire, ou Soleil en Guadeloupe est une espèce de poissons osseux de la famille des Priacanthidae. C'est la seule espèce du genre Heteropriacanthus (monotypique).

## Description
C'est un poisson perciforme compté parmi les « beauclaires ». Il peut atteindre une taille respectable (jusqu'à 32 cm), avec de très gros yeux rouges, un corps pouvant être argenté à rouge vif, tacheté ou grossièrement barré verticalement d'argent. Ses trois grosses nageoires dorsale, caudale et anale sont tachetées de sombre, et les pelviennes sont attachées très en avant. La bouche est oblique, presque verticale, et l'extrémité de la lèvre inférieure est située à mi-hauteur du corps.

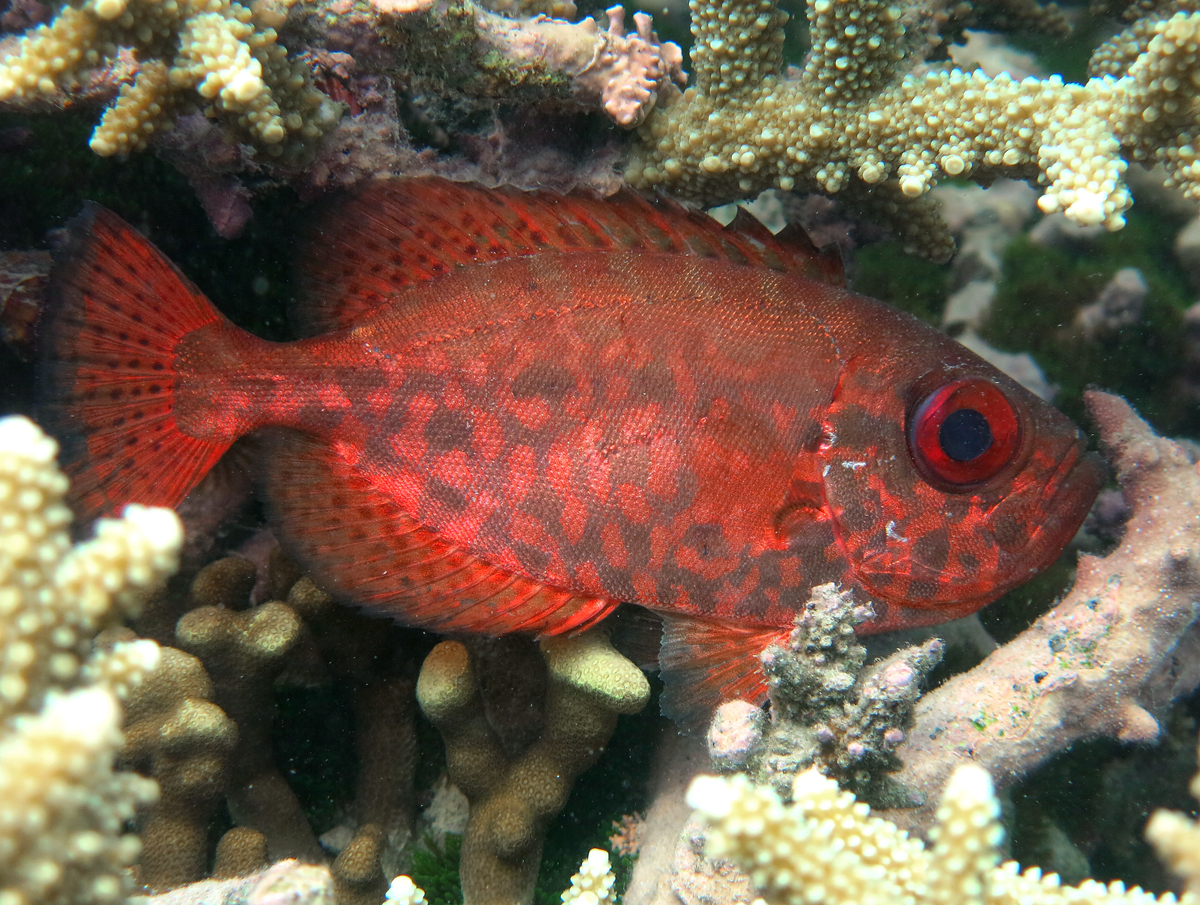
Spécimen réunionnais.

## Habitat et répartition
C'est un poisson circumtropical, que l'on trouve dans les récifs coralliens aussi bien des Caraïbes que du Pacifique et de l'océan Indien. Il est cependant absent de la Mer Rouge. On le rencontre entre 3 et 20 m de profondeur, mais parfois plus (jusqu'à 300 m). C'est un poisson nocturne, que l'on trouve caché sous le corail pendant la journée.